# Mahmoud Taher
Mahmoud Taher (in arabo محمود طاهر‎?; Egitto, 1952) è un dirigente sportivo egiziano, ex presidente dell'Al-Ahly.